# HD 40307 b
HD 40307 bは、がか座の方角に約42光年離れた場所にあるHD 40307の周囲を公転する太陽系外惑星である。ヨーロッパ南天天文台の高精度視線速度系外惑星探査装置（HARPS）を用いて、2008年6月にドップラー分光法で発見され、2009年に公表された。HD 40307の惑星の中では、HD 40307 eに次いで2番目に小さい。恒星は金属量が比較的低く、原始星の金属量が形成する惑星の種類を決定するという仮説を支持するものとして注目される。

## 発見
他の多くの太陽系外惑星と同様に、HD 40307 bは、公転する恒星の視線速度の変化を観測することによって、発見された。これらの測定は、チリのラ・シヤ天文台にあるHARPSの分光器を用いて行われた。この発見は、2008年6月16日から18日までフランスのナントで行われた天文学会で公表された。HD 40307 bは、この時発見された3つの太陽系外惑星のうちの1つであった。

## 軌道と質量
HD 40307 bは、この惑星系で発見された惑星のうち2番目に質量が小さく、少なくとも4.2地球質量である。HD 40307の周囲約0.047天文単位の軌道を4.3日で公転している。軌道離心率は0に近く、完全な円軌道と区別するのに十分なデータが得られていない。
HD 40307は、惑星を持つ他の恒星と比べ、金属量が低い。このことが、誕生時の恒星の金属量が、原始星の降着円盤から木星型惑星か地球型惑星のどちらかが形成されるかどうかを決定するという仮説を支持している。
アリゾナの天文学者Rory Barnesの数学モデルから、2009年に「惑星bの軌道は、正面から15度以上離れている」ことが見いだされたが、それ以上のことは分かっていない。

## 特徴

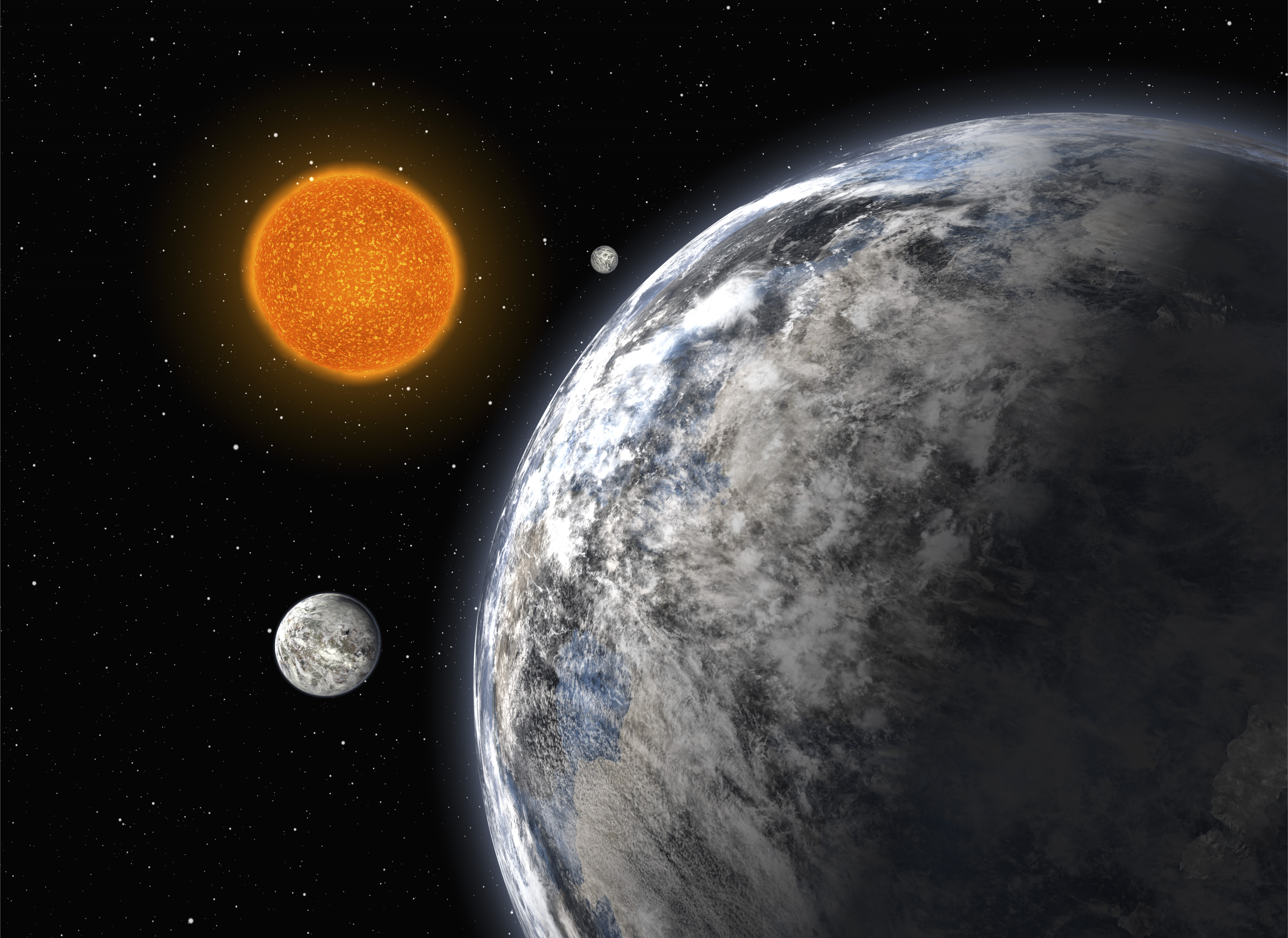
HD 40307 bの想像図

HD 40307 bは地球から見て恒星面をトランジットしないためこれまで撮影されたことはなく、半径、組成、表面温度等のより詳細な特徴は決定できない。
質量下限は4.2地球質量であり、HD 40307 bは、木星型惑星になるには質量が小さすぎると推定された。しかし、2009年の研究では、HD 40307 bが地球型惑星であれば、この惑星は非常に不安定になり、イオ以上の潮汐加熱を受ける可能性が示された。ただし、海王星や天王星のような天王星型惑星である可能性は残されている。
恒星の近くを公転する惑星の場合、大きな衛星はしばしば潮汐力により破壊されるため、HD 40307 bは衛星を持っていないと考えられる。
HD 40307 b、HD 40307 c、HD 40307 dは、現在の軌道に移動してきたと考えられている。